# Медресе Мир Саид Камола
Медресе Мир Саид Камола (Медресе Мир Саид Камоли Сарроф) (узб. Mir Said Kamol madrasasi) — медресе в историческом центре Бухары (Узбекистан), воздвигнутое в 1906—1907 годах при узбекском правителе Абдулахад-хане (1885–1910) неким Саид Камолом на средства богатого жителя бухарского квартала Калтигиён — Саид Ахмада. Расположено на улице Хакикат махалли им. Мирзо Улугбека. За медресе закрепилось имя возведшего его, а не имя донатора строительства.
Архитектурный памятник входит в «Национальный перечень объектов недвижимости материального культурного наследия Узбекистана». В настоящее время является объектом туристического сервиса.
Государственная программа предусматривала реставрацию медресе в 2012 году.